# 性科学研究所

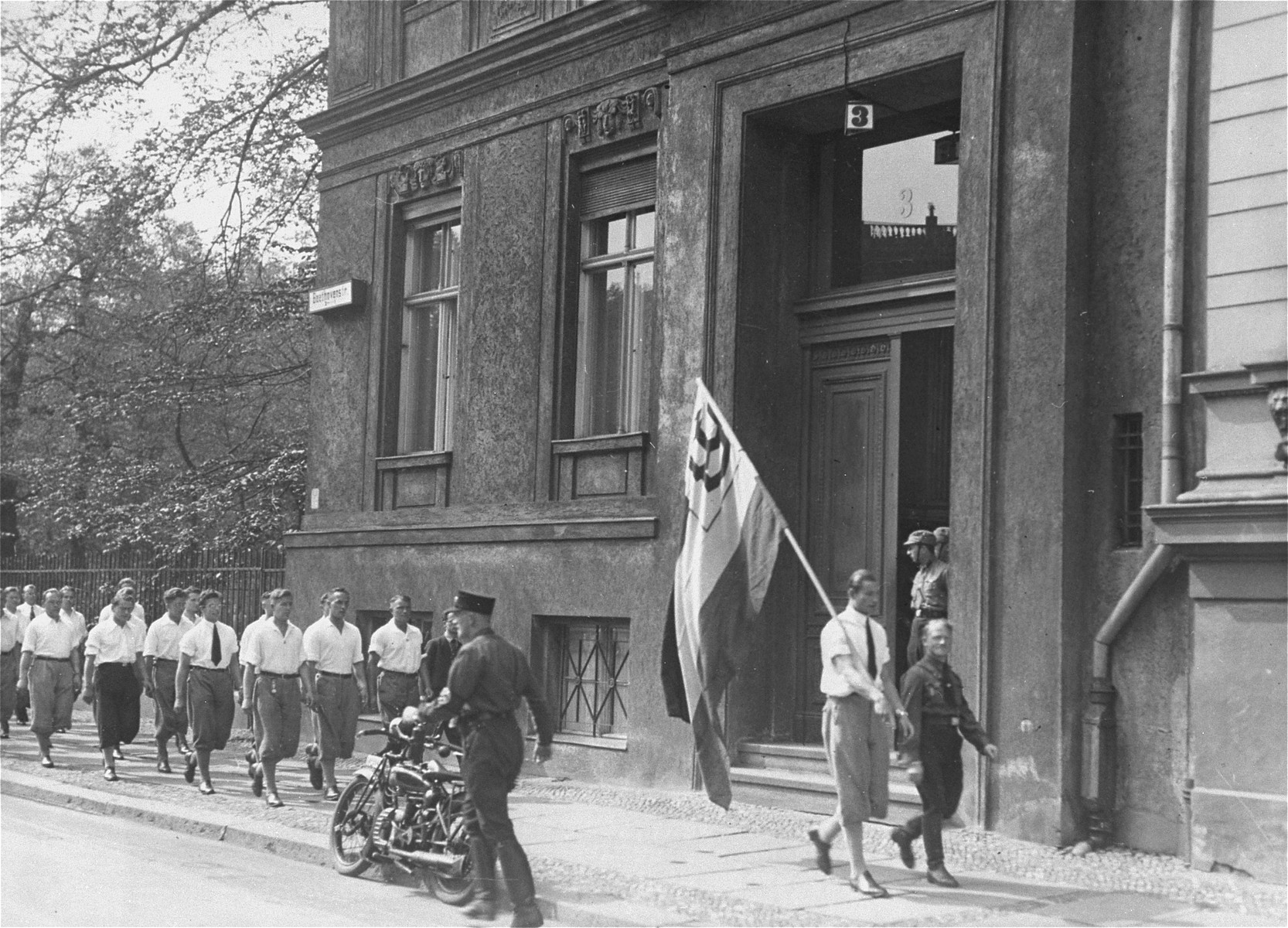
1933年5月6日、ナチス党によって組織されたドイツ学生協会の学生は、ベルリンの性科学研究所の前でデモを行う。

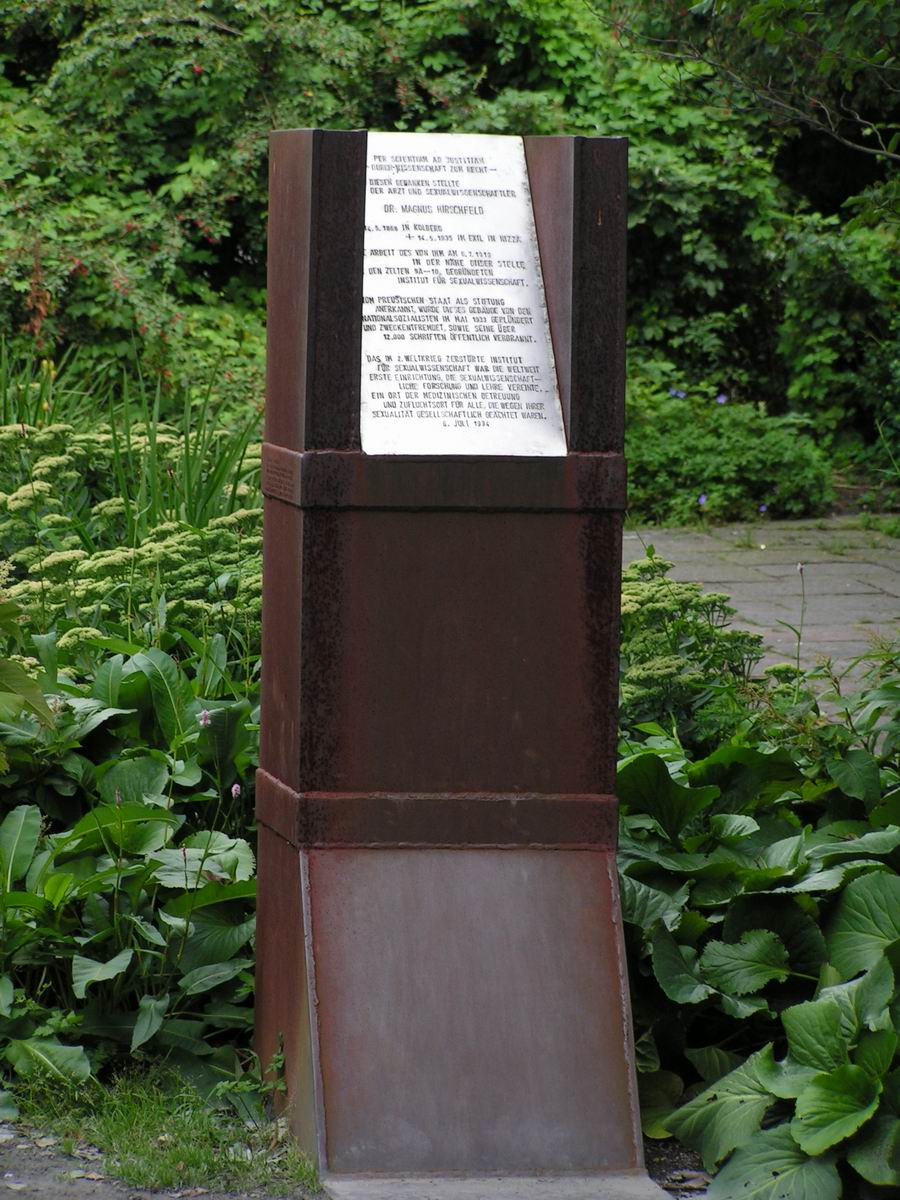
動物園の記念プレート

性科学研究所（せいかがくけんきゅうじょ、Institut für Sexualwissenschaft）は、マグヌス・ヒルシュフェルトによって1919年に設立され、1933年にナチスによって解体された民間の研究所で、性生活に関する科学的研究を推進した。実際には、それは性的欲求を必要とする人々の連絡窓口であり、カウンセリングセンターだった。

## 歴史
研究所は1919年7月6日に、マグヌス・ヒルシュフェルトとアルトゥール・クロンフェルトによって設立された。1933年5月6日、 ナチスによる焚書過程で破壊された。この研究所で、ヒルシュフェルトは、19世紀の終わりから医師および献身的な性改革者として、彼が早い段階で開発し、長い間大切にしてきた個人的な夢を実現した。現在の最も不利な傾向に反して、制度化された性科学の確立に科学的に貢献し、「この分野の性生活と教育全体に関する科学的研究の促進」のための場所と法的に保護された財政的に安全な枠組みを提供する。
研究所の設立は、世界初であり、第二次世界大戦後まで、その種の唯一のものだった。1933年5月10日にオペルンプラッツで本が燃やされ、その後の差し押さえによって11月に売却されなかったときに免れたもの再計算された納税債務を徴収するためのベルリン税務署によるオークションは、遅くともベルリンの戦いの間に可能でした。 今日、ベルリンのティーアガルテンには、ヒルシュフェルトが買収して改築したフォン・ハッツフェルト王子の一時的なパレドゥヴィルである旧ヴィラヨアヒムの建物すらありません。 Beethovenstrasse3とInden Zelten10の角にあった。
ヒルシュフェルトの性科学研究所を思い出させるものは、設立から75年後の1994年7月6日に建てられたプレートである。

## 構造と組織
研究所は、科学研究施設であるはずだったが、ヒルシュフェルトの希望と財団の規定に反して、科学施設にはならなかった。何よりもまず、それは性的問題についてのアドバイスとすべての性的障害の検査、評価、治療のための外来施設だった。収集、閲覧、処理のアーカイブとして、また性科学の出版物やその他のあらゆる種類の関連文書のデモンストレーションのための博物館として、「狂騒の20年代」のベルリンの魅力の中心だった。医師のトレーニングでは、関心のある素人のための教育およびトレーニングセンターとして機能し、ヒルシュフェルトは彼の長い主な従業員のように、1926年までアルトゥール・クロンフェルトを運営する研究所上級医師としてコミュニティカレッジで講義を行った。ベルリンやそれをはるかに超えた他の教育機関。それはまた、当時のすべての性的改革活動と組織、それらの支持者（マックス・ホダンなど）、そして場合によってはそれを超えた組織の焦点でもあった。結局のところ、性的欲求を必要とする人々のための避難所だった。

## 文献
- Daria Kinga Majewski: Trans Warriors. Was das 100jährige Jubiläum der Gründung des Instituts für Sexualwissenschaft mit dem aktuellen ministeriellen Versuch, das Transsexuellen-Gesetz zu ändern, zu tun hat. konkret, 7, 2019, S. 54f. (ausführl. zu Hirschfeld)

## Webリンク
- フンボルト大学ベルリンのマグヌスヒルシュフェルト性科学アーカイブのウェブサイトにあるマグヌスヒルシュフェルトによる性科学研究所の簡単な説明。
- マグヌスヒルシュフェルトソサエティベルリン研究所に関する詳細なインターネットドキュメント。
- ヒルシュフェルトの性別研究所がどのように取り壊され、破壊されたか（6。 1933年5月） 。差出人：ギュンター・グラウ（ed。 ）：ナチス時代の同性愛。差別と迫害の文書（=国家社会主義の時代。フィッシャーのペーパーバック。歴史11254）。 Fischer-Taschenbuch-Verlag、Frankfurt am Main 1993、 ISBN 3-596-11254-0 （改訂された新版。 （=フィッシャー15973国家社会主義の時代）。同上2004、 ISBN 3-596-15973-3 ）。